# Conquista di Damasco (1920)
La conquista di Damasco nel 1920 fu la fase finale della guerra franco-siriana, quando le forze francesi conquistarono Damasco con poca resistenza. Il Regno Arabo di Siria venne portato a termine e fu messo in atto il Mandato francese della Siria. Poco dopo, nel settembre 1920, Damasco fu stabilita come la capitale dello Stato di Damasco sotto il mandato francese.

## Storia
La guerra degli hashemiti contro i francesi, scoppiata nel gennaio 1920, divenne presto una campagna devastante per il nuovo proclamato Regno Arabo di Siria. Preoccupato per l'esito di un lungo e sanguinoso combattimento con i francesi, lo stesso re Faisal si arrese il 14 luglio 1920, ma il suo messaggio non raggiunse il ministro della difesa di re Faisal, Yusuf al-'Azma, che, ignorando il sovrano, condusse un esercito a Maysalun per difendere la Siria dall'avanzata francese. La battaglia di Maysalun provocò una schiacciante sconfitta siriana. Le truppe francesi marciarono successivamente su Damasco e la conquistarono il 24 luglio 1920.
Le truppe francesi incontrarono poca resistenza da parte degli abitanti di Damasco, ma all'inizio dell'ingresso francese ci furono sparatorie tra i francesi e gli abitanti dei quartieri di Shaghour e Midan. Il giorno successivo fu insediato un governo filo-francese sotto la guida di Aladdin al-Droubi.